# 亚麻油酸
亚麻油酸 （英文：stearidonic acid或moroctic acid，简称SDA） ，又称硬脂四烯酸或全顺式-6,9,12,15-十八碳四烯酸，是一种ω-3不饱和脂肪酸。这种脂肪酸可以由α-亚麻酸经过一种去饱和酶去饱和化变成十八碳四烯酸。

## 营养来源
这种多元不飽和脂肪酸常见于麻、黑加仑、紫草荆、蓝蓟的种子和螺旋藻里。